# Testes habet et bene pendentes
Testes habet et bene pendentes és una locució llatina que significa «té testicles ben penjants». Té les variants testiculos habet…, duos habet, pontificalia habet (té els atributs d'un papa) o en curt habet.

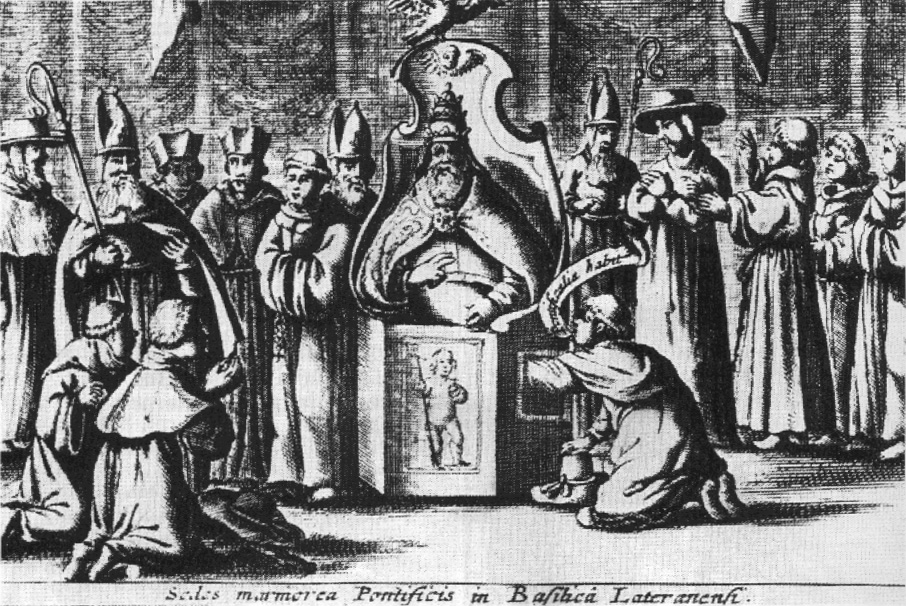
Prova de masculinitat del Papa Innocenci X abans d'acceptar el pontificat

 Hauria estat la frase conclusiva d'un ritual al qual el papa electe era sotmès abans de poder acceptar la càrrega, després de la qual els presents responien deo gratias. El ritual probablement apòcrif s'hauria acomplert sobre una cadira foradada, una sedia stercoraria sota la qual un jove diaca havia de verificar amb les mans la presència dels òrgans masculins. Tals cadires s'exposen als Museus Vaticans. El ritual s'hauria instaurat com a conseqüència del cas de la papessa Joana al segle ix per tal d'evitar que a l'avenir una dona pogués accedir d'amagat a la seu de Pere. El ritual hauria estat abolit pel papa Adrià VI. Es conserven també obres de Lawrence Banck que il·lustren la prova de masculinitat d'Innocenci X.
La llegenda trobaria el seu origen en les històries que els guies dels Museus Vaticans, ja a l'edat mitjana inventaven per a explicar l'ús de les cadires foradades que s'hi exposen. De fet, aquestes cadires eren uns primitius vàters sense aigua, un moble típic del cubiculum dels romans rics, dels quals queden uns exemplars a les col·leccions vaticanes.
La necessitat de verificar que el papa era un home sa i complet podria també tenir una relació amb unes de les regles bíbliques del Levític que estipula que cap home amb un defecte pot esdevenir sacerdot i apropar-se a l'altar de déu: «17 Cap dels teus descendents, de qualsevol generació, que tingui un defecte, no s'acostarà a oferir el pa del seu Déu. 18 No s'acostarà a cap home que tingui un defecte: cec, coix, mutilat, esguerrat, 19 amb el peu o la mà fracturats, 20 geperut, raquític, guenyo, sarnós, herpètic o castrat. 21 Cap descendent del sacerdot Aharon que tingui un defecte no s'acostarà a oferir les combustions de Jahvè.»